# Шавшети
Шавшети (иногда также известен как Шавшетия; груз. შავშეთი) — исторический регион юго-западной Грузии с центром в Сатле (позже известный как Шавшат в Османской империи). В настоящее время — на востоке Турции. Шавшети находится к югу от Аджарии и к северу от Кларджети. Исторический регион в настоящее время заселён Шавшами (Имерхевцы).

## География
Под именем Шавшети подразумевается территория окруженный горными опорами Карчхал (северо-запад), Шавшети (север), Арсиани (северо-восток) и Ялануз-чам (восток). Он состоит из одного большого бассейна, который можно разделить на две части: 
- гористая часть, т. е. Имерхеви, с его основным притоком Квирила;
- и равнина, которая составляет долину реки Сатлелис-цкали, которая сама является притоком Имерхеви.

## История

Тбети, средневековый грузинский монастырь в Шавшети, построенный в X веке эриставт-эриставом Ашотом Кухи

Потерпев поражение в борьбе против арабов, грузинский князь Ашот I Багратиони, со своей семьей и сторонниками, покинул Картли и обосновался в опустошены великими арабскими экспедициями и эпидемиями регион Шавшети и Кларджети, где он создал княжество Тао-Кларджети. Здесь Ашот I намеревался с помощью Византии сформировать мощный форпост в борьбе против арабов и в то же время начал строительство монастырей под руководством Григория Хандзтели. В IX и X веках монастыри в Шавшети были важными центрами грузинской литературной и культурной деятельности, вскоре после чего регион фактически стал культурным, религиозным и политическим центром Грузии. Как явствует из «Жития Григола Ханцтели», значительным культурно-просветительным центром Шавшети был монастырь Тбети. Грузинский писатель X века Георгий Мерчуле при описании природных условий Шавшети, указывая на сложный рельеф этого края, говорит о трудностях хозяйственного использования зажатых горами ущелий.
После смерти своего отца Гурген II-го, царь Абхазии Баграт II унаследовал провинции Шавшети, Кларджети, Самцхе и Джавахети, что привело к объединению Грузинского царства. Вскоре после воцарении Баграта IV Византийская империя вторглась в южные границы Грузии. Византийцы захватили пограничные районы и осадили Клдекари, ключевую крепость в Триалети, но не смогли взять её, после чего они пошли осадить Шавшети. Встревоженный этим Саба — епископ Тбетский — воздвиг крепость на вершине Тбети и организовал успешную оборону района, таким образом заставив византийцев отступить назад. В грузинском царстве Шавшети стал частью Артануджского эриставства, управляемый семьи Абусеридзе. Во время великого турецкого вторжения в Грузии Шавшети часто становился объектом турецких набегов, что повлияло на развитие района и стало причиной его упадка. В середине XIII века регионом управляла семья Джакели, князья Самцхе, которые окончательно сумели обрести свою независимость от грузинского царя в 1535 году.
В 1551 году османы заняли Шавшети с другими южно-грузинскими провинциями, где был создан автономный санджак (которого упоминает Эвлия Челеби, османский исследователь посетивший регион в середине XVII века), управляемый потомственными правителями. Феодальная и церковная иерархия средневековой Грузии сменилась властью османских чиновников и нескольких грузинских дере-беев. В результате османского владычества монастыри и церкви начали приходить в упадок и большая часть населения перешла в ислам, того же утверждает Грузинский географ XVIII века Вахушти Батонишвили. Во времена Османской империи его власть в Шавшети осуществлялась семьей Химшиашвили.
Согласно докладу британского консула в Трапезунде Гиффорду Палгреву, в 1872 г., в Шавшети около 53 села и 12 980 жителей, все они полностью грузины.
В январе 1878 года русские войска заняли Шавшети. Согласно Берлинскому трактату Шавшети перешла под контроль Российской империи. Шавшети и Имерхеви были объединены в Шавшето-Имерхевский участок в составе Батумской области.
В 1907 и 1917 годах Э. Такаишвили организовал экспедиции в Тао-Кларджети, Шавшети, Кола-Артаани и описал архитектурные памятники (Археологическая экспедиция 1917 года. Тбилиси, 1952).
После Русской революции 1917 года османы временно заняли район; но когда первая мировая война закончилась, британские войска получили контроль над районом в 1918 году. С 5 марта 1920 года Шавшети был включён в состав Грузинском демократическом республики. После советской оккупации Грузия потеряла контроль над районом. Южная Аджария (Артвинский, Шавшето-Имерхевский и частично Гониойский участка Батумского округа), а также весь Ардаганский округ оказались в зоне турецкой оккупации и были аннексированы кемалистской Турцией.

## Население
Согласно семейным спискам 1886 года, в Шавшети проживало 9401 турок (отуреченных грузин) и 7556 грузин. По данным 1907—1908 годов, число грузин составляло 6896.
Численность населения Шавшето-Имерхевского участка согласно переписи 1886 года:
| административная единица    | турки         | грузины       | армяне       | цыгане    | Все           |
| Шавшето-Имерхевский участок | 9.401 (51,3%) | 7.556 (41,2%) | 1.280 (7,0%) | 82 (0,4%) | 18.319 (100%) |

Сегодня население района составляет около 17 660 человек. До сегодняшнего дня в районе существует небольшая грузинская община, в основном сосредоточенная в долине Имерхеви.

## Известные уроженцы
- Иоанн Шавтели — выдающийся грузинский поэт, философ и оратор.
- Стефан Мтбевари  —  епископ, автор «Мученичество Михаила Гоброна».
- Саба Мтбевари — епископ, отличающий себя в защите Шавшети от византийского вторжения.
- Иоанн Мтбевари — епископ, гимнограф.
- Прохор Иверский — основатель грузинского Иерусалимского Крестового монастыря.